# Браунек
Браунек (на немски: Brauneck) е името на планина и връх в Горна Бавария, намиращ се в Баварските Предалпи, който е продължение на Бенедиктенванд. Надморската височина на върха е 1555 метра, а на долината при Ленггрийс – 740 метра (издаденост 815 метра).
Областта на Браунек е напълно достъпна благодарение на едноименния кабинков лифт, ски лифтове и пътища към хижите. Поради близостта си до столицата на Бавария – Мюнхен (60 km) – и връзката с железопътната компания Bayerische Oberlandbahn областта е популярна за ски спорт и планинарство. За изкуственото заснежаване на пистите за ски през 2012 г. е създадено изкуствено езеро обем от 100 000 m³. 